# Chancé
Chancé foi uma comuna francesa na região administrativa da Bretanha, no departamento Ille-et-Vilaine. Estendia-se por uma área de 5,23 km². Em 2010 a comuna tinha 304 habitantes (densidade: 58,1 hab./km²).
Em 1 de janeiro de 2019, passou a formar parte da nova comuna de Piré-Chancé.